# Osvoboditeljska državljanska vojna
| Antonij Lepid Oktavijan Triumvirji skupaj | Sekst Pompej Brut in Kasij Rimska odvisna kraljestva Ptolemajski Egipt |

Osvoboditeljska državljanska vojna ali Državljanska vojna osvoboditeljev (43–42 pr. n. št.) se je začela z drugim triumviratom, da bi maščevali atentat na Julija Cezarja. Vojno so vodile sile Marka Antonija in Oktavijana (članov drugega triumvirata ali triumvirjev) proti silam Cezarjevih atentatorjev, ki sta jih vodila Mark Junij Brut in Gaj Kasij Longin, imenovana Osvoboditelja. Slednje so triumvirji premagali v bitki pri Filipih oktobra 42 pr. n. št. in so storili samomor. Brut je storil samomor po drugem delu bitke.

## Predigra
Po Cezarjevem umoru sta Brut in Kasij (glavna zarotnika, znana tudi kot Osvoboditelja) zapustila Italijo in prevzela nadzor nad vsemi vzhodnimi provincami (od Grčije in Makedonije do Sirije) ter nad zavezniškimi vzhodnimi kraljestvi. V Rimu so trije glavni cezarjevi voditelji (Antonij, Oktavijan in Lepid), ki so nadzorovali skoraj celotno rimsko vojsko na zahodu, zlomili opozicijo senata in ustanovili drugi triumvirat. Ena od njihovih prvih nalog je bila uničiti sile Osvoboditeljev, ne le zato, da bi dobili popoln nadzor nad rimskim svetom, ampak tudi zato, da bi maščevali Cezarjevo smrt.
Triumvirji so se odločili pustiti Lepida v Italiji, medtem ko sta se glavna partnerja triumvirata (Antonij in Oktavijan) s svojimi najboljšimi četami (28 legij) preselila v severno Grčijo. Leta 42 pr. n. št. sta Gaj Norban Flak in Decidij Saksa bila poslana s strani triumvirjev z osem-legijsko predhodnico v Makedonijo proti morilcem Julija Cezarja. V bližini Filipov sta Norban in Saksa srečala združene napredujoče čete Kasija in Bruta. Čeprav sta bila v manjšini, sta Norban in Saksa zasedla položaj blizu Filipov, ki je republikancem preprečeval napredovanje. Z zvijačo sta Brut in Kasij uspela prepričati Norbana, da zapusti ta položaj, vendar je Norban pravočasno odkril zvijačo, da bi si povrnila prevladujoč položaj. Ko sta Brut in Kasij uspela obkoliti Norbana in Sakso, sta se umaknila proti Amfipolisu. Ko so prispeli Mark Antonij in večina triumvirjevih čet (brez Oktavijana, ki je bil zaradi slabega zdravja zadržan v Dyrrachiumu), so ugotovili, da je Amfipolis dobro varovan, Norbanus pa je ostal poveljnik mesta.

## Nasprotujoče si sile
Triumvirji so na bojišče pripeljali devetnajst legij. Viri posebej omenjajo ime samo ene legije (IV. legija), vendar so bile prisotne tudi druge legije, vključno z VI., VII., VIII., X. Equestris, XII., III. Gallica, XXVI., XXVIII., XXIX. in XXX., saj so njihovi veterani sodelovali pri naselitvah zemljišč po bitki. Apijan poroča, da so bile triumvirjeve legije skoraj v polni moči. Poleg tega so imeli veliko zavezniško konjenico (13.000 konjenikov z Oktavijanom in 20.000 z Antonijem).
Vojska Osvoboditeljev je imela tudi devetnajst legij (osem z Brutom in devet s Kasijem, medtem ko sta bili dve drugi legiji s floto). Samo dve legiji sta bili v polni moči, vendar je bila vojska okrepljena z naborniki iz vzhodnih zavezniških kraljestev. Apijan poroča, da je vojska skupno zbrala približno 80.000 pešcev. Zavezniška konjenica je vključevala skupno 17.000 konjenikov, vključno s 5.000 lokostrelci, nameščenimi na vzhodni način. Ta vojska je vključevala Cezarjeve stare legije, prisotne na vzhodu (verjetno z XXVII., XXXVI., XXXVII., XXXI. in XXXIII. legijo); tako je bil velik del vojske Osvoboditeljev sestavljen iz nekdanjih cezarjevih veteranov. Vendar pa je vsaj XXXVI. legija sestavljala stare pompejske veterane, vpisane v Cezarjevo vojsko po bitki pri Farzalu. Zvestoba vojakov, ki naj bi se borili proti Cezarjevemu dediču, je bila za Osvoboditelje občutljivo vprašanje. Kasij je na vse načine poskušal okrepiti zvestobo vojakov tako z močnimi govori ("Naj nikogar ne skrbi, da je bil eden od Cezarjevih vojakov. Takrat nismo bili njegovi vojaki, ampak vojaki naše države") kot z darilom 1.500 denarijev za vsakega legionarja in 7.500 za vsakega centuriona.

## Prva bitka pri Filipih
Bitka pri Filipih je obsegala dva spopada na ravnini zahodno od starodavnega mesta Filipi. Prvi se je zgodil v prvem tednu oktobra; Brut se je soočil z Oktavijanom, medtem ko so se Antonijeve sile spopadle s Kasijevimi. Sprva je Brut potisnil nazaj Oktavijana in vstopil v tabor njegovih legij. Toda na jugu je Antonij premagal Kasija in Kasij, ki je slišal lažno poročilo o Brutovem neuspehu, je storil samomor. Brut je zbral preostale Kasijeve čete in obe strani sta ukazali svoji vojski, naj se umakne v svoje tabore z plenom in bitka je bila v bistvu neodločena, razen Kasijevega samomora.

## Pomorska bitka in drugi dogodki
Na isti dan prve bitke pri Filipih je republikanska flota, ki je patruljirala po Jonskem morju, uspela prestreči in uničiti triumvirjeve okrepitve (dve legiji in druge čete ter zaloge, ki jih je vodil Gnej Domicij Kalvin). Tako je strateški položaj Antonija in Oktavijana postal precej resen, saj že izčrpane regije Makedonije in Tesalije niso mogle dolgo oskrbovati njune vojske, medtem ko je Brutus zlahka prejemal zaloge z morja. Triumviri so morali poslati legijo na jug v Ahajo, da bi zbrali več zalog. Moralo vojakov je okrepila obljuba o dodatnih 5.000 denarijih za vsakega vojaka in 25.000 za vsakega centuriona.
Po drugi strani pa je vojska Osvoboditeljev ostala brez svojega najboljšega strateškega uma. Brutus je imel manj vojaških izkušenj kot Kasij in kar je še huje, ni imel enakega spoštovanja pri svojih zaveznikih in vojakih, čeprav je po bitki ponudil še eno darilo v višini 1.000 denarijev za vsakega vojaka.
V naslednjih treh tednih je Antonij uspel počasi napredovati s svojimi silami južno od Brutove vojske, utrdil je hrib blizu nekdanjega Kasijevega tabora, ki ga je Brutus pustil nevarovanega. Da bi se izognil obkolitvi, je bil Brutus prisiljen razširiti svojo linijo na jug, vzporedno z rimsko cesto Via Egnatia in zgraditi več utrjenih postojank. Brutov obrambni položaj je bil še vedno varen, saj je držal visoko točko z varno komunikacijsko linijo z morjem in še vedno je želel ohraniti prvotni načrt izogibanja odprtemu spopadu, medtem ko je čakal, da bo njegova pomorska premoč izčrpala sovražnika. Na žalost je bila večina njegovih častnikov in vojakov utrujena od zavlačevalnih taktik in so zahtevali še en poskus odprte bitke. Verjetno sta se tako Brutus kot njegovi častniki bali tveganja, da bi njihovi vojaki prebegnili k sovražniku. Plutarh tudi poroča, da Brutus ni prejel novic o porazu Domicija Calvinusa v Jonskem morju. Tako je bil Brutus prisiljen napasti popoldne 23. oktobra, ko so nekateri vzhodni zavezniki in najemniki začeli dezertirati.

## Druga bitka pri Filipih
Drugi spopad 23. oktobra je uničil Brutove sile in ta je nato storil samomor, s čimer je triumviratu prepustil nadzor nad Rimsko republiko. Bitka je privedla do bližnjega boja med dvema vojskama dobro izurjenih veteranov. Puščice ali kopja so bila v veliki meri prezrta in vojaki, zbrani v trdnih vrstah, so se borili iz oči v oči s svojimi meči in pokol je bil strašen. Na koncu je bil Brutov napad odbit in njegovi vojaki so se v zmedi razbežali, njihove vrste so bile prekinjene. Oktavijanovi vojaki so uspeli zavzeti vrata Brutovega tabora, preden je bežeča vojska lahko dosegla ta obrambni položaj. Tako se Brutova vojska ni mogla preoblikovati, kar je triumvirom prineslo popolno zmago. Brutus se je uspel umakniti v bližnje hribe z ostankom le 4 legij. Ker je videl, da sta predaja in ujetje neizogibna, je naslednji dan storil samomor.

## Posledice
Plutarh poroča, da je Antonij pokril Brutovo truplo z škrlatnim oblačilom v znak spoštovanja, saj sta bila prijatelja. Spomnil se je, da je Brutus kot pogoj za pridružitev zaroti za atentat na Cezarja postavil, da se Antonijevo življenje prihrani.
Mnogi drugi mladi rimski aristokrati so izgubili življenje v bitki ali so po njej storili samomor, vključno s sinom velikega govornika Hortenzija, Marcus Porcius Katon (sin Katona Mlajšega) in Marcus Livius Drusus Claudianus (oče Livije Druzile, ki je postala Oktavijanova žena). Porcia Catonis, Brutova žena, tradicionalno naj bi se ubila tako, da je pogoltnila žareč premog, ko je prejela novico o moževem porazu, čeprav je zanesljivost te anekdote vprašljiva in obstajajo dokazi, ki kažejo, da je Porcia umrla več kot leto dni pred Brutom. Nekateri plemiči, ki so uspeli pobegniti, so se pogajali o predaji Antoniju in vstopili v njegovo službo (med njimi Lucij Kalpurnij Bibul in Mark Valerij Mesala Korvin). Očitno se plemiči niso želeli ukvarjati z mladim in neusmiljenim Oktavijanom.
Ostanki vojske Osvoboditeljev so bili zbrani in približno 14.000 mož je bilo vključenih v vojsko triumvirjev. Stari veterani so bili odpuščeni nazaj v Italijo, vendar so nekateri veterani ostali v mestu Filipi, ki je postalo rimska kolonija (Colonia Victrix Philippensium).
Antonij je ostal na Vzhodu, medtem ko se je Oktavijan vrnil v Italijo, z zahtevno nalogo, da najde zemljo za naselitev velikega števila veteranov. Kljub dejstvu, da je Sekst Pompej (sin Pompeja Velikega nadzoroval Sicilijo in Gnej Domicij Ahenobarb (konzul 32 pr. n. št.) še vedno poveljeval republikanski floti, je bil republikanski odpor dokončno zlomljen pri Filipih.
Vendar so se preostali republikanci na vzhodu zbrali okoli Kvinta Labiena, ki se je zatekel v Partsko cesarstvo; slednje je podpiralo tako Osvoboditelje kot tudi Pompeja pred njimi. V skladu s tem so bile sovražnosti med drugim triumviratom in Parti visoke. Prepričani s strani Labiena in nenehnih nemirov na vzhodu, da so rimske obrambe šibke, je Partsko cesarstvo sprožilo invazijo leta 40 pr. n. št.. Skupne partske-republikanske sile so sprva preplavile velik del Sirije in male Azije, vendar so jih sčasoma odbile čete, zveste drugemu triumviratu. Kvint Labien je umrl v spopadu, kar je pustilo le nekaj republikanskih trdoglavcev, da nadaljujejo svoje kampanje.